# Baktun

Hieroglyphe für Baktun

Ein Baktun ist ein Zyklus im alten Maya-Kalender. Ein Baktun besteht aus 20 Katun zu je 7200 Tagen, insgesamt also aus 144.000 Tagen (394,26 tropische Jahre).
Das dreizehnte Baktun endete am 21. Dezember 2012 (13.0.0.0.0, 20. Dezember 2012: 12.19.19.17.19), womit das vierzehnte Baktun begann. Das Interesse an diesem Datum rührt u. a. daher, dass der Schöpfungstag der Maya ebenfalls auf diese Datumsangabe fällt (11. August 3114 v. Chr.: 13.0.0.0.0; das erste Baktun des Kalenders wurde statt 0 Baktun einmalig abweichend 13 Baktun genannt) und diese Zahlenkombination sich 2012 zum ersten Mal wiederholt.
| Baktun | Maya-Datum     | westliches Datum  |
| ------ | -------------- | ----------------- |
| 13.    | 12.19.19.17.19 | 20. Dezember 2012 |
| 13.    | 13.0.0.0.0     | 21. Dezember 2012 |
| 14.    | 13.0.0.0.1     | 22. Dezember 2012 |
| 14.    | 13.0.0.0.2     | 23. Dezember 2012 |

20 Baktun ergeben ein Pictun, womit am Tag vor Vollendung von 19 Baktun der Kalender nicht auf 20 Baktun springt, sondern zurück auf 0 Baktun.
Obwohl das Ende eines Baktun oft mit religiösen Ritualen und der Errichtung eines Gedenksteins einherging, existieren auffallend wenig Gedenksteine vom Ende des zehnten Baktun (10.0.0.0.0 nach der Langen Zählung oder 830 n. Chr.); lediglich in Oxpemul, einer wenig bedeutenden Stadt, sowie in Uaxactún, einer Stadt im Aufschwung, wurden Steine gefunden.